# Nageia palembanica
Nageia palembanica là một loài thực vật hạt trần trong họ Podocarpaceae. Loài này được Miq. Kuntze mô tả khoa học đầu tiên năm 1891.